# Chiesa di Santa Maria Annunziata (Roncà)
La chiesa di Santa Maria Annunziata è la parrocchiale di Roncà, in provincia di Verona e diocesi di Vicenza; fa parte del vicariato di San Bonifacio-Montecchia di Crosara, precisamente dell'Unità Pastorale di Roncà, Terrossa, Santa Margherita e Brenton.

## Storia
La prima citazione di una chiesa a Roncà risale al 1332 ed è da ricercare in un documento in cui è menzionata l'ecclesia Sancte Marie.
Tale chiesa, che probabilmente era stata edificata proprio nel Trecento in seguito alla bonifica della zona roncadese, era filiale della pieve di Santa Maria di Montecchia di Crosara. Inoltre, era officiata da sacerdoti di lingua germanica, dal momento che pure la popolazione locale allora usava quell'idioma. Ne è un segno il fatto che nel 1424 il Vescovo di Vicenza Pietro Emiliani nomini come rettore della chiesa il prete Pietro de Allemania in sostituzione del defunto sacerdote Gualtiero, anch'egli tedesco di origine.
La chiesa fu eretta a parrocchiale nel Quattrocento ed era considerata matrice delle chiese di Terrossa, Brenton e Santa Margherita.
L'edificio sacro fu ristrutturato nel 1478 e si trovava alla sinistra dell'attuale chiesa.
Nella visita pastorale del 1521 si specifica che la chiesa è cappella della Pieve di Montecchia di Crosara ed ha tre altari: quello maggiore dedicato alla Vergine Maria, uno ancora alla Madonna e un altro al Corpo di Cristo. Accanto era presente il cimitero.
Questa chiesa fu consacrata l'8 febbraio 1525.
Risulta una nuova consacrazione, più probabilmente per una ristrutturazione della chiesa esistente, il 17 ottobre 1745, quando essa possedeva ben nove altari, di cui tre mantenuti dalla comunità e gli altri da congregazioni: il maggiore, dedicato alla Vergine Maria, e gli altri, dedicati a San Biagio, alla Beata Vergine del Carmine, alla Beata Vergine del Soccorso, alla Madonna del Santo Rosario, a Sant’Antonio di Padova, a Santa Lucia, a San Vincento Ferrer e ai Santi Innocenti.
All'inizio del XIX secolo cominciarono ad esserci timori per lo stato del tempio, oltre che per la sua insufficiente capienza. Il parroco, don Francesco Bonato, nel 1804 dichiara che una delle minacce alla chiesa e alla canonica è dovuta al vicino torrente, constatando come spetti alla comunità di regimentare il corso d'acqua come di restaurare la chiesa, mentre per la canonica spettavano due terzi (il terzo mancante era di competenza del parroco).
La chiesa non era in buone condizioni se la commissione incaricata per il nuovo edificio la definirà insalubre, semisepolta, occorrendo tre gradini di discesa per entrare in Chiesa, che il terreno circostante in alcuni punti tocca l’altezza delle finestre laterali, perciò umida priva d’aria e di ventilazione, soggetta alle innondazioni [sic!] del vicino torrente.
Si stava ragionando per la costruzione di un nuovo edificio, ma, come ricordato dal parroco don Sandri nel 1876, il ritardo nella decisione fu dovuto alle discussioni sul luogo migliore dove far sorgere la chiesa. Alla fine la scelta dei capifamiglia cadde su un terreno vicino al luogo di culto precedente.
Il Prefetto autorizzò la costruzione nel 1868, ma l'inizio dei lavori, dopo la decisione del terreno da parte dei capifamiglia, fu nel 1876, con la posa della prima pietra il 1 ottobre di quell'anno.
L'attuale parrocchiale, il cui disegno fu redatto da don Angelo Gottardi, con capomastro Giuseppe Cisco di Montebello Vicentino, il tutto con la supervisione e direzione di Gerardo Marchioro, già all'opera in altre chiese della zona (Vestenanova, San Giovanni Ilarione e Montecchia di Crosara).
La prima Santa Messa celebrata nel nuovo luogo di culto fu il 17 novembre 1892, anche se i lavori di completamento e rifinitura andarono poi avanti per anni. Il Vescovo Antonio Feruglio, in visita alla chiesa nel 1898, trovò l'altare maggiore e quelli laterali della Madonna del Carmine e della Madonna del Santo Rosario.
L'Oratorio, iniziato nel 1892, fu terminato nel 1902 e decorato nel 1929.
Agli anni 1910-1913 risale il soffitto della chiesa, opera di Giordani di Chiampo, mentre nel 1923 furono installati i confessionali e le spalliere in noce del presbiterio, opera della ditta Dalla Vecchia di Santorso.
L'edificio fu consacrato il 29 ottobre 1947 dal Vescovo di Vicenza Carlo Zinato. Subì un intervento di restauro tra il 1985 e il 1992.

## Descrizione

### Esterno
La facciata a salienti della chiesa si compone di due registri separati da una cornice marcapiano ed è coronata dal timpano curvilineo, mentre al centro, sopra il portale rettangolare con timpano a lunetta, trova posto una pentafora. In alto domina la grande croce.
Sembra che il Gottardi, per la facciata, si sia ispirato alla facciata della Chiesa di San Zaccaria in Venezia.
Due sono le iscrizioni presenti sulla facciata. Sopra la porta si ricorda l'anno della costruzione, mentre sopra la pentafora si ricorda la dedica del tempio.
Antistante la facciata vi è l'ampia gradinata, composta da trentadue scalini in marmo di Chiampo, costruita nel 1926 su disegno dell'architetto veronese Antonio Magnaguagno, eretta dalla ditta Zanconato e inaugurata il 23 luglio 1929.

### Interno
L'interno è ad un'unica navata sulla quale s'aprono quattro cappelle laterali a pianta rettangolare. Il pavimento della navata, risalente al 1943, è in marmo di Sant'Ambrogio di Valpolicella, mentre a introdurre luce naturale all'interno dell'edificio, oltre alla pentafora con vetrate riportanti cinque angeli che nei cartigli recano lodi alla Vergine Maria, vi sono sei finestre circolari oltre alle due monofore dell'abside. Le vetrate, realizzate nel 1947 dalla ditta Caron di Creazzo presentano scene tratte dall'Antico e Nuovo Testamento.
Entrando dalla porta della facciata, sul pavimento in mattonelle di cemento, è composto l'anno di apertura della chiesa, il 1892, e, appena dopo, è collocata una acquasantiera in marmo rosso.
Nella parete di destra, dopo la cappellina di Sant'Antonio, vi è l'altare della Madonna dell'Uccello, statua pregevole del Quattrocento, in pietra nera, attribuita oggi ad Antonio da Mestre. L'altare fu inaugurato il 14 agosto 1940, opera della ditta Di Cappello, con cartiglio che ricorda l'anno di edificazione.
Sullo stesso lato è presente l'altare oggi dedicato alla Madonna del Carmine, ma in origine a Santa Lucia come riporta il cartiglio che riporta anche l'anno di erezione, il 1715. Fu inaugurato il 17 luglio 1921.
La statua in esso collocata, raffigurante la Vergine Maria con il Bambino che tiene in mano lo scapolare del Carmelo è in cartapesta e gesso.
Di fronte all'altare della Madonna del Carmine vi è quello del Sacro Cuore di Gesù con statua in legno scolpita in Val Gardena nel 1922.
Dopo la porta laterale sinistra trova posto l'altare dedicato a San Giuseppe, barocco, rimaneggiato nel 1940, con statua lignea.
La Via Crucis lignea risale al 1944, opera dello scultore di Ortisei Ferdinando Demetz su disegni dell'architetto veronese Marino Padovani.
Nell'aula sono presenti quattro confessionali e in noce e un pulpito, mentre le bussole furono aggiunte dal falegname locale Giuseppe Frizzo nel 1940.
Le decorazioni pittoriche della navata, coperta con volta a botte, furono eseguite dal pittore scledense Vittorio Puppin. Sopra la porta laterale sinistra vi è l'affresco della Natività (1946); sul lato opposto la Cacciata di Adamo ed Eva (1945). Altre sue opere sono gli affreschi Nascita della Vergine (1947), la Presentazione al tempio sulla controfacciata assieme all'Annunciazione.
Sull'arco trionfale abbiamo figure di angeli adoranti l'Agnello.
L'aula è chiusa dal presbiterio a pianta quadrata, con volta a cupola e vetrata sulla sommità con raffigurazione dello Spirito Santo sotto forma di colomba. Di Vittorio Puppin sono i ‘’Quattro Evangelisti’’ sui pennacchi e i molti angeli. Il pavimento, in marmo di Sant’Ambrogio, risale al 1992.
Nello stesso anno avvenne l’adeguamento liturgico. L'altare postconciliare, consacrato il 19 settembre 2021 dal Vescovo di Vicenza Beniamino Pizziol con collocazione delle reliquie dei Santi Antonio di Padova, Giovanni Antonio Farina, Maria Bertilla Boscardin, Giuseppina Bakhita e del Beato Carlo Acutis, presenta un paliotto bronzeo con soggetto La Risurrezione. L'ambone, in bronzo, presenta una raffigurazione dell'Annunciazione. Il tabernacolo, sempre in bronzo, presenta figure dei profeti e simboli dei quattro evangelisi. Tutti questi poli liturgici sono stati progettati e scolpiti dall'architetto veronese Raffaele Bonente.
L'altare maggiore conserva ai lati due statue di marmo raffiguranti l'’’Annunciazione’’ e le gradinate provenienti dalla chiesa precedente. Fu rifatto dalla ditta Di Cappello di Chiampo tra il 1941 e il 1942, con la costruzione di un nuovo tabernacolo disegno dall’architetto Marino Padovani, della ditta Piatti di Sant’Ambrogio di Valpolicella nel 1943, progettista anche del rivestimento marmoreo interno della chiesa, iniziato nell’anno successivo.
Ai lati del presbiterio, sotto i due matronei vi sono le artistiche spalliere in noce del 1923.
Nell'abside semicircolare è stato collocato, dopo l’adeguamento liturgico, il Crocifisso ligneo scolpito da Ferdinando Demetz.
Nel catino absidale vi è il Buon Pastore dipinto da Vittorio Puppin.

#### Organo
Nel matroneo a destra del presbiterio trova posto l’organo, opera del 1935 della ditta Guerini di Bassano del Grappa.

#### L’Oratorio
Nell'oratorio adiacente alla chiesa è presente una tela di autore ignoto raffigurante nella parte centrale le Sante Lucia, Agata e Apollonia e San Carlo Borromeo. Sopra di essi due angeli e in alto il martirio di Sant'Eurosia, con una scritta in basso che ricorda come questa raffigurazione fu aggiunta nel 1721. Fu restaurata da Claudio Tornieri di Fumane nel 1995.

## Campanile e campane

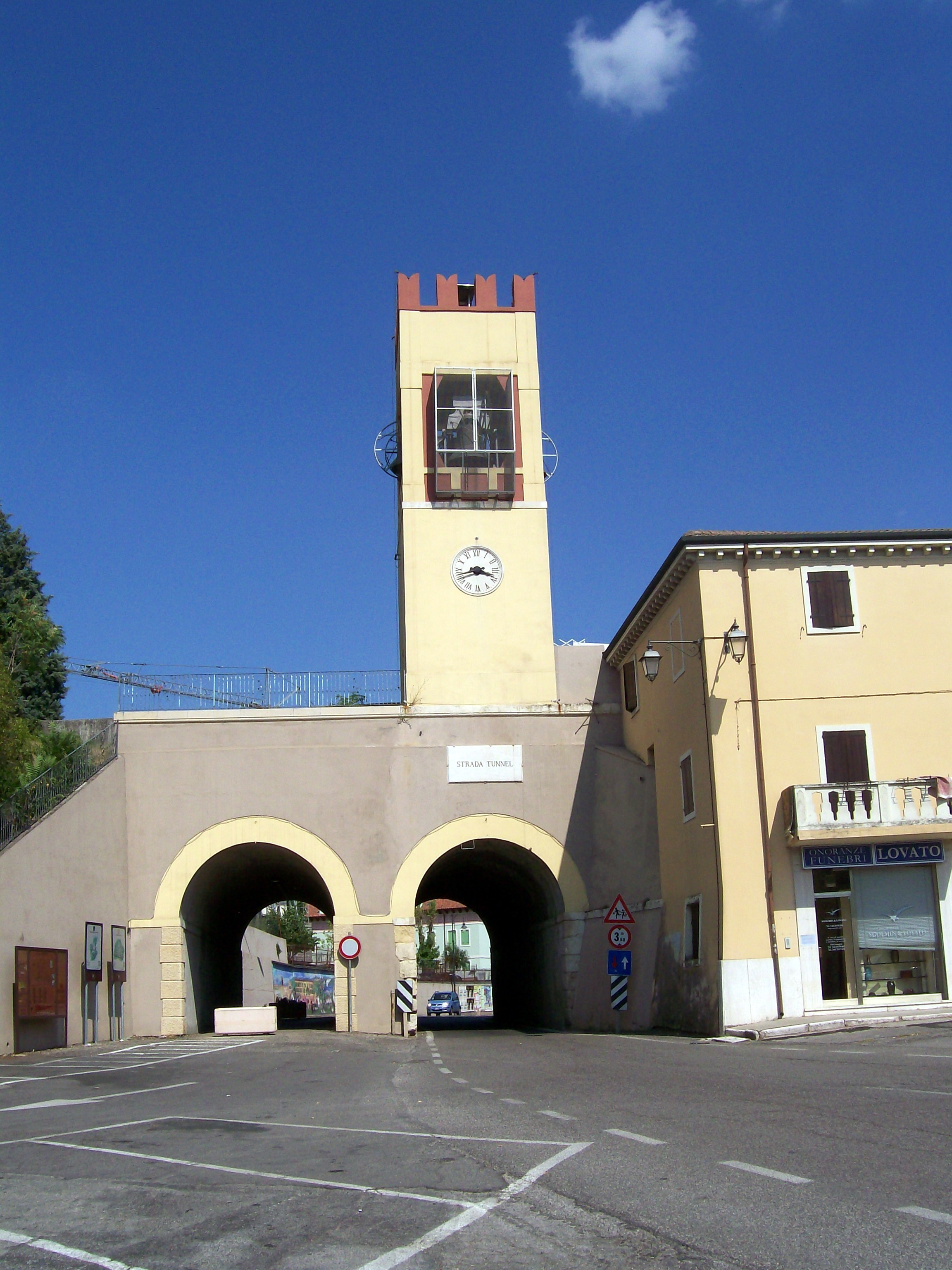
Il campanile sopra il tunnel

Il campanile della vecchia chiesa di Roncà si trovava sul lato sinistro dell'edificio, addossato al presbiterio. A pianta quadrata, aveva una cella campanaria con bifore, contenente tre campane e tetto a spioventi.
La torre odierna è anch'essa a pianta quadrata, alta cinque metri, posta sopra il tunnel che separa la piazza Guglielmo Marconi da via Roma. Fu fatta edificare da don Ettore Zanuso, economo spirituale, ed esisteva già nel 1900. Dipinta di giallo, con orologio tondo che dà sulla piazza, presenta una cella campanaria con un'apertura per lato, mentre è coronato da merlatura a coda di rondine.
Il concerto campanario collocato nella torre è composto da 5 campane in DO3 montate alla veronese ed elettrificate. Questi i dati del concerto:
- DO3 – diametro 1390 mm - peso 1500 kg - Fusa nel 1908 da Cavadini di Verona
- RE3 – diametro 1236 mm - peso 1050 kg - Fusa nel 1908 da Cavadini di Verona
- MI3 – diametro 1104 mm - peso 750 kg - Fusa nel 1908 da Cavadini di Verona
- FA3 – diametro 1035 mm - peso 620 kg - Fusa nel 1908 da Cavadini di Verona
- SOL3 – diametro 920 mm - peso 427 kg - Fusa nel 1919 da Cavadini di Verona.[23]